# 42-я сессия Комитета всемирного наследия ЮНЕСКО
42-я се́ссия Комите́та Всеми́рного насле́дия ЮНЕ́СКО прошла в городе Манама (Бахрейн) с 24 июня по 4 июля 2018 года под председательством шейхи Хайя Рашид Аль Халифа. В работе сессии приняли участие делегации от 21 страны-члена Комитета всемирного наследия, а также наблюдатели от государств-сторон Конвенции об охране культурного и природного наследия 1972 года.
На рассмотрение Комитета было представлено 28 номинаций в 23 странах мира, в том числе одна номинация на значительное изменение границ. Кроме того, было предложено рассмотреть состояние 157 объектов всемирного наследия, включая 54 объекта из списка всемирного наследия, находящегося под угрозой.
В результате работы сессии список пополнился 19 новыми объектами (13 по культурным критериям, 3 по природным, 3 по смешанным), один объект был расширен. Кроме того, были внесены изменения в список всемирного наследия, находящегося под угрозой. Данный список пополнился одним объектом, и один объект был из него исключён.
По состоянию на 4 июля 2018 года в списке всемирного наследия находилось 1092 объекта из 167 стран мира. Список всемирного наследия, находящегося под угрозой, состоял из 54 объектов в 33 странах мира.
На сессии было принято решение очередную 43-ю сессию Комитета всемирного наследия провести в столице Азербайджана городе Баку с 30 июня по 10 июля 2019 года.
Ниже представлен список объектов, в отношении которых были вынесены итоговые решения в ходе работы 42-й сессии Комитета всемирного наследия ЮНЕСКО. Все разделы списка упорядочены по номерам объектов.

## Объекты, внесённые в список всемирного наследия
| #  | Изображение | Название | Страна            | №    | Критерии    |
| -- | ----------- | --- | ----------------- | ---- | ----------- |
| 1  |             | Национальный парк Чирибикете — «Малока клана Ягуара» (англ. Chiribiquete National Park – “The Maloca of the Jaguar”)                          | Колумбия          | 1174 | iii, ix, x  |
| 2  |             | Пимачиовин Аки (англ. Pimachiowin Aki) | Канада            | 1415 | iii, vi, ix |
| 3  |             | Тектоно-вулканическая формация горной цепи Шен-де-Пюи и разлома Лимань (англ. Chaîne des Puys - Limagne fault tectonic arena)                 | Франция           | 1434 | viii        |
| 4  |             | Археологический объект Тхимлич Охинга (англ. Thimlich Ohinga Archaeological Site)                                                             | Кения             | 1450 | iii, iv, v  |
| 5  |             | Наумбургский кафедральный собор (англ. Naumburg Cathedral)                                                                                    | Германия          | 1470 | i, ii       |
| 6  |             | Комплексы в стиле викторианской готики и арт-деко в Мумбае, Индия (англ. Victorian Gothic and Art Deco Ensembles of Mumbai)                   | Индия             | 1480 | ii, iv      |
| 7  |             | Скрытые христианские объекты в регионе Нагасаки (англ. Hidden Christian Sites in the Nagasaki Region)                                         | Япония            | 1495 | iii         |
| 8  |             | Долина Техуакан-Куйкатлан: Мезоамериканская естественная среда обитания (англ. Tehuacán-Cuicatlán Valley: originary habitat of Mesoamerica)   | Мексика           | 1534 | iv, x       |
| 9  |             | Древний город Калхат (англ. Ancient City of Qalhat)                                                                                           | Оман              | 1537 | ii, iii     |
| 10 |             | Ивреа, промышленный город XX века (англ. Ivrea, industrial city of the 20th century)                                                          | Италия            | 1538 | iv          |
| 11 |             | Пограничный археологический ландшафт Хедебю и Даневирке (англ. Archaeological Border complex of Hedeby and the Danevirke)                     | Германия          | 1553 | iii, iv     |
| 12 |             | Осивиссуит — Ниписат. Инуитские охотничьи угодья между морем и льдами (англ. Aasivissuit – Nipisat. Inuit Hunting Ground between Ice and Sea) | Дания             | 1557 | v           |
| 13 |             | Фаньцзиншань (англ. Fanjingshan) | Китай             | 1559 | x           |
| 14 |             | Дворцовый город Мадина Аз-захра (англ. Caliphate City of Medina Azahara)                                                                      | Испания           | 1560 | iii, iv     |
| 15 |             | Санса, буддийские горные монастыри в Корее (англ. Sansa, Buddhist Mountain Monasteries in Korea)                                              | Республика Корея  | 1562 | iii         |
| 16 |             | Оазис Аль-Ахса, меняющийся культурный ландшафт (англ. Al-Ahsa Oasis, an Evolving Cultural Landscape)                                          | Саудовская Аравия | 1563 | iii, iv, v  |
| 17 |             | Сасанидский археологический ландшафт в провинции Фарс (англ. Sassanid Archaeological Landscape of Fars Region)                                | Иран              | 1568 | ii, iii, v  |
| 18 |             | Гёбекли-Тепе (англ. Göbekli Tepe) | Турция            | 1572 | i, ii, iv   |
| 19 |             | Горная местность Барбертон, или горы Макхонджва (англ. Barberton Makhonjwa Mountains)                                                         | ЮАР               | 1575 | viii        |

## Расширение объектов, находящихся в списке всемирного наследия
| # | Изображение | Название                                              | Изменения                                                         | Страна | №   | Год внесения в список |
| - | ----------- | ----------------------------------------------------- | ----------------------------------------------------------------- | ------ | --- | --------------------- |
| 1 |             | Центральный Сихотэ-Алинь (англ. Central Sikhote-Alin) | В состав объекта включён национальный парк Бикин (11 604,69 км2). | Россия | 766 | 2001                  |

## Объекты, внесённые в список всемирного наследия, находящегося под угрозой
| # | Изображение | Название                                                                | Причина включения | Страна | №   | Год внесения в список |
| - | ----------- | ----------------------------------------------------------------------- | --- | ------ | --- | --------------------- |
| 1 |             | Национальные парки на озере Туркана (англ. Lake Turkana National Parks) | Из-за строительства ГЭС Гилгель Гибе III и Куразского проекта сахарного развития в Эфиопии, негативно влияющей на экосистему озера, а также потенциального строительства транспортного коридора Порт Ламу — Южный Судан — Эфиопия. | Кения  | 801 | 1997                  |

## Объекты, исключённые из списка всемирного наследия, находящегося под угрозой
| # | Изображение | Название                                                                    | Примечание | Страна | №   | Год внесения в список |
| - | ----------- | --------------------------------------------------------------------------- | --- | ------ | --- | --------------------- |
| 1 |             | Резерваты Барьерного Рифа Белиза (англ. Belize Barrier Reef Reserve System) | Объект был внесён в список в 2009 году из-за уничтожения мангровых рощ, морских экосистем, шельфовой добычи нефти и неустойчивого развития строительства. Исключён из-за введения моратория на нефтеразведку во всей морской зоне Белиза и усиления лесохозяйственных регламентов. | Белиз  | 764 | 1996                  |

## Карта
- — объекты, внесённые в список всемирного наследия
- — объекты, находящиеся в списке всемирного наследия и получившие изменения
- — объекты, внесённые в список всемирного наследия, находящегося под угрозой
- — объекты, исключённые из списка всемирного наследия, находящегося под угрозой